# Kathryn Colvin
Kathryn Colvin, CVO (* 1945) ist eine britische Diplomatin. Sie war von 1999 bis 2001 stellvertretender Marschall des Diplomatischen Korps der britischen Königin im Hofstaat des Vereinigten Königreichs. Von 2002 bis 2005 war sie die Botschafterin der britischen Königin beim Heiligen Stuhl.
Sie erhielt einen Bachelor of Arts an der University of Bristol.
1958 trat sie dem Foreign and Commonwealth Office bei und verbrachte die Zeit von 1968 bis 1994 im Information Research Department (ab 1977 auch als Information and Analysis Department bekannt). Von 1980 bis 1990 war sie in der britischen Delegation der UNHCHR in Genf tätig.
Von 1994 bis 1995 war sie die stellvertretende Leiterin der OSZE-Abteilung, 1995 bis 1998 der Westeuropa-Abteilung, und 1998 bis 1999 des Whitehall Liaison Department.
Colvin war von 1999 bis 2001 stellvertretender Marschall des Diplomatischen Korps der britischen Königin und Leiterin der Protokoll-Abteilung des Foreign and Commonwealth Office.
2002 wurde sie als Commander in den Royal Victorian Order aufgenommen.